# ریچارد فربراس
ریچارد فربراس (انگلیسی: Richard Fairbrass؛ زادهٔ ۲۲ سپتامبر ۱۹۵۸) مجری تلویزیون، و خواننده اهل بریتانیا است. وی از سال ۱۹۸۴ میلادی تاکنون مشغول فعالیت بوده‌است.